# Comuna Novotîmofiivka, Snihurivka
Novotîmofiivka (în ucraineană Новотимофіївка) este o comună în raionul Snihurivka, regiunea Mîkolaiiv, Ucraina, formată din satele Lîmanți și Novotîmofiivka (reședința).

## Demografie
Componența lingvistică a comunei Novotîmofiivka
     Ucraineană (92,76%)
     Rusă (5,08%)
     Română (1,65%)
Conform recensământului din 2001, majoritatea populației comunei Novotîmofiivka era vorbitoare de ucraineană (92,76%), existând în minoritate și vorbitori de rusă (5,08%) și română (1,65%).